# Penny McLean
Penny McLean nom de scène de Gertrude Wirschinger, (née le 4 novembre 1946 à Klagenfurt) est une chanteuse pop disco autrichienne des années 1970. Elle est notamment connue pour ses succès internationaux Lady Bump, 1-2-3-4... Fire!,  elle poursuit sa carrière en Allemagne, en Suède et en Autriche avec les titres 24 Hours of Love, Devil Eyes ou encore Tut-ench-amum.

## Biographie
Elle débute au début des années 1970 d'abord dans un duo "Barbra & Hemlut" puis dans un trio "Tony & Liza & Penn". Elle entre ensuite dans le groupe Silver Convention. En 1975 elle commence une carrière solo et sort en novembre 1975 un hit "Lady Bump" qui se vend à plusieurs millions d'exemplaires à travers le monde.
Penny MacLean se tourne alors vers la numérologie et l'ésotérisme et publie de nombreux livres sur ce sujet en allemand. [réf. nécessaire].

## Discographie

### Albums
- Lady Bump (1975)
- Penny (1977)
- Midnight Explosion (1978)

### Singles
- Acapulcobanjopolka (1972)
- A Letter From Miami (1974)
- Lady Bump (1975)
- Smoke Gets in Your Eyes (1975)
- 1-2-3-4... Fire! (1976)
- Devil Eyes 	(1976)
- Nobody's Child (1976)
- Zwischen Zwei Gefühlen (1977)
- Dance, Bunny Honey, Dance (1977)
- Mambo Mama (1977)
- Wild One	(1978)
- Midnight Explosion	(1978)
- Tut-Ench-Amun (1979)
- Love Is Love (1980)
- Words(1982)
- Wenn Die Träume Flügel Kriegen (1982)
- Don’t Ever Leave Me Now (1985)